# Denis Urubko
Denis Viktorovič Urubko (in russo Денис Викторович Урубко?; Nevinnomyssk, 29 luglio 1973) è un alpinista russo naturalizzato polacco.
Nel 2009 è divenuto il quindicesimo uomo ad aver salito tutti i quattordici ottomila ed il nono ad averli scalati senza ossigeno. Ha inoltre realizzato la prima salita invernale di due ottomila, il Makalu e il Gasherbrum II, in entrambi i casi in compagnia dell'alpinista italiano Simone Moro. Ha anche aperto sei nuove vie su diversi ottomila (Broad Peak, Manaslu, Cho oyu, Lhotse, Gasherbrum II e Nanga Parbat).
Nel 2022, salendo senza ossigeno tre ottomila in dieci giorni, arriva a quota 26 montagne sopra gli 8000 metri scalate senza ossigeno ed eguaglia il record di Juanito Oiarzabal.

## Biografia
Dopo essersi appassionato da giovane al teatro e alla recitazione nel 1993 a vent'anni si trasferisce in Kazakistan per poter essere arruolato nel gruppo sportivo militare; con grande fatica e sforzi economici riesce a farsi arruolare e a dedicarsi a tempo pieno all'alpinismo, mostrando subito delle doti atletiche e tecniche fuori dal normale. Nel 1999 viene contattato da Simone Moro e Mario Curnis per compiere la salita dei cinque settemila dell'ex Unione Sovietica, impresa che Urubko riesce a completare in 42 giorni. È sempre Simone Moro che lo introduce alla scalata sulle Alpi prima e poi in Himalaya con la salita dell'Everest nel 2000 che effettuano assieme.
Da quel momento Urubko inizia un periodo di intense spedizioni in Himalaya che lo portano a salire tre ottomila nel 2001, due nel 2002 e altri due nel 2003. In queste ascensioni non si limita alle vie normali ma sale anche per nuove vie, in prima invernale (Makalu) ed esclusivamente in stile alpino.
Nel 2009 completa la salita dei quattordici ottomila senza ossigeno con l'apertura di una nuova via sulla parete sud-est del Cho Oyu con Boris Dedeshko, ascensione che gli ha valso il premio Piolet d'Or, trofeo che successivamente ha deciso di donare alla sezione di Bergamo del Club Alpino Italiano.
Il completamento dell'impresa dei quattordici ottomila non diminuisce il suo interesse per l'Himalaya come talvolta avviene agli alpinisti che realizzano questo record; si dedica quindi all'apertura di nuove vie di salita su vari 8000 (sempre in stile alpino e senza ossigeno)
Nel 2011 insieme all'amico Simone Moro realizza la prima salita invernale del Gasherbrum II.
Oltre alle salite sugli 8000 si dedica all'apertura di nuove vie di difficoltà molto alte; nel 2011 con Gennady Durov apre la difficile "Dollar Rod" sulla parete Ovest del Pik Pobeda; nel 2018 con Maria "pipi" Cardel apre una nuova linea sul Peak Chapayev (6371 m) e sul Monte Ushba per una nuova via su roccia.
Urubko è divenuto luogotenente nel gruppo sportivo dell'esercito kazako, in cui svolge le mansioni di istruttore di alpinismo. Inoltre scrive articoli, libri e tiene delle conferenze sulle sue spedizioni. In possesso della cittadinanza sovietica e di quella kazaka, dal 2013 ha la cittadinanza russa e dal 2015 quella polacca. Da alcuni anni si è trasferito a Nembro, nella Bergamasca, dove vive con la famiglia.

## Salite himalayane
Nella seguente tabella sono elencate le salite himalayane, compresi i tentativi falliti. Nella prima colonna sono numerate le salite degli ottomila, tutte avvenute senza ossigeno.
| #  | Montagna      | Anno | Descrizione |
| -- | ------------- | ---- | --- |
| 1  | Everest       | 2000 | Via normale parete sud insieme a Simone Moro |
| 2  | Lhotse        | 2001 | Via normale (con Simone Moro fino a 8300 per un progetto di traversata verso l'Everest) |
| 3  | Gasherbrum I  | 2001 | Couloir dei Giapponesi |
| 4  | Gasherbrum II | 2001 | Via normale con salita da 5800 m a 8035 in velocità (7.30h) |
| 5  | Kangchenjunga | 2002 | Via normale sulla parete sud-ovest |
| 6  | Shisha Pangma | 2002 | Cima centrale e principale |
|    | K2            | 2003 | Tentativo fallito di prima salita invernale con la Winter Polish Expedition |
| 7  | Nanga Parbat  | 2003 | Via Kinshoffer con la Spedizione Internazionale Pakistan 2003 di cui fa parte anche Simone Moro |
| 8  | Broad Peak    | 2003 | Via normale con la Spedizione Internazionale Pakistan 2003, pochi giorni prima partecipa al soccorso di Jean-Christophe Lafaille con un edema polmonare |
|    | Baruntse Nord | 2004 | Nuova via Ciao Patrick (dedicata allo scomparso Patrick Berhault) sulla inviolata parete nord con Simone Moro e Bruno Tassi Camos |
| 9  | Annapurna I   | 2004 | |
|    | Broad Peak    | 2005 | Nuova via sulla parte sud-ovest con Serguey Samoilov in stile alpino (spedizione italo-kazaka Broad Peak... New Way) |
| 10 | Manaslu       | 2006 | Via normale con Serguey Samoilov |
|    | Manaslu       | 2006 | Nuova via sulla parete nord-est con Serguey Samoilov |
| 11 | Dhaulagiri I  | 2007 | |
| 12 | K2            | 2007 | Via normale giapponese con Serguey Samoilov |
|    | Makalu        | 2008 | Tentativo fallito di prima salita invernale |
| 13 | Makalu        | 2009 | Prima salita invernale con Simone Moro |
| 14 | Cho Oyu       | 2009 | Nuova via sulla parete sud-est con Boris Dedeshko in stile alpino |
|    | Lhotse        | 2010 | Nuova variante dal Colle Sud aperta in solitaria |
|    | Gasherbrum II | 2011 | Prima salita invernale con Simone Moro e Cory Richards |
|    | Nanga Parbat  | 2012 | Tentativo fallito di prima salita invernale con Simone Moro |
|    | Everest       | 2013 | Tentativo di apertura di una nuova via sul versante sud-ovest, fallito in seguito alla morte del compagno Alexey Bolotov |
|    | Kangchenjunga | 2014 | Salita per la parete Nord |
|    | K2            | 2018 | Tentativo di salita invernale (concluso a mt 7600) con spedizione nazionale polacca Durante questo tentativo partecipa attivamente al salvataggio sul Nanga Parbat dell'alpinista francese Élisabeth Revol                                                                                      |
|    | Gasherbrum II | 2019 | Via Normale Subito dopo la conquista del Gasherbrum II, assieme a Don Bowie partecipa attivamente al soccorso dell'alpinista Francesco Cassardo, caduto per 500 m mentre discendeva dalla vetta del Gasherbrum VII. dal 31/07 al 02/08 Nuova via in stile alpino, in solitaria, senza ossigeno. |
|    | Broad Peak    | 2020 | tentativo di salita invernale |
|    | Broad Peak    | 2022 | Salita direttamente da campo base in 14.40H, 20.40H totali compreso ritorno a CB |
|    | Gasherbrum II | 2022 | Salita direttamente da campo base in 15H, 25H totali compreso ritorno a CB |
|    | K2            | 2022 | Salito direttamente da campo base in circa 29H. Terzo ottomila in 10 gg, Urubko si è mosso da solo, anche tra i vari campi base, portando con sé tutto il materiale in autonomia. |
|    | Gasherbrum I  | 2023 | Salita per la "via normale" con Maria "pipi" Cardel |
|    | Gasherbrum I  | 2024 | Tentativo invernale abortito per caduta in crepaccio e principio di congelamento alle mani |
|    | Nanga Parbat  | 2025 | Salita per via nuova in stile alpino con Maria "pipi" Cardel |

## Riconoscimenti
- Asian Piolet d'Or 2006 insieme a Serguey Samoilov per la nuova via sulla parete Nord-Est del Manaslu (8163 m)
- Asian Piolet d'Or 2011 insieme a Gennady Durov per la nuova via sulla parete Ovest del Pik Pobeda (7439 m)
- Asian Piolet d'Or 2009 insieme a Boris Dedeshko per la nuova via sulla parete sud-est del Cho Oyu.[23]
- Piolet d'Or 2010 insieme a Boris Dedeshko per la nuova via sulla parete sud-est del Cho Oyu.[23]
- Snow Leopard nel 1999: premio che viene conferito per l'ascensione dei cinque settemila metri dell'ex Unione Sovietica, impresa realizzata da Urubko in 42 giorni.

## Pubblicazioni
- Eccesso di Montagna, Priuli & Verlucca Editori, 2012. ISBN 978-8880685937
- Colpevole di Alpinismo, Priuli & Verlucca Editori, 2010. ISBN 978-8880684893